# Pascale Rivault
Pour les articles homonymes, voir Rivault.
Pascale Rivault, née le 13 octobre 1950, est une actrice française.

## Biographie
Elle est révélée par Point de chute (1970) de Robert Hossein, avec qui  elle partage sa vie. Elle épouse plus tard Éric Charden dont elle a un fils, Maxime. Du reste de sa carrière, on retiendra notamment son rôle de Myriam, le premier amour de Gaston Phébus alias Jean-Claude Drouot.[réf. nécessaire]

## Théâtre
- 1970 : La neige était sale, de Georges Simenon et Frédéric Dard, mise en scène de Robert Hossein d'après celle de Raymond Rouleau, Théâtre de l'Œuvre, tournée Herbert-Karsenty : Sissy Holst[1]
- 1972 : Les Bas-fonds, de Maxime Gorki, mise en scène de Robert Hossein, Théâtre populaire de Reims, Théâtre de l'Odéon : Natacha
- 1972 : Roméo et Juliette, de William Shakespeare, mise en scène de Robert Hossein, Théâtre populaire de Reims : Juliette
- 1973 : Roméo et Juliette, de William Shakespeare, mise en scène de Robert Hossein, Théâtre de la Porte-Saint-Martin : Juliette
- 1975 : Mayflower, comédie musicale de Guy Bontempelli et Éric Charden, Théâtre de la Porte-Saint-Martin : Julie

## Filmographie
- 1970 : Point de chute, de Robert Hossein : la jeune fille
- 1973 : Les Volets clos, de Jean-Claude Brialy : Solange
- 1974 : Cinq Femmes pour l'assassin (Cinque donne per l'assassino), de Stelvio Massi : Dr. Lydia Franzi
- 1974 : Impossible... pas français, de Robert Lamoureux
- 1975 : Benjowski (Die Unfreiwilligen Reisen des Moritz August Benjowski), mini-série télévisée de Fritz Umgelter : Aphanasie
- 1975 : Opération Lady Marlène, de Robert Lamoureux : Betty
- 1975 : La Bête, de Walerian Borowczyk : Clarisse de l'Esperance
- 1975 : La Pluie sur la dune, téléfilm de Serge Piollet : Cécile
- 1975 : L'Incorrigible, de Philippe de Broca : Gilberte
- 1976 : Le Voyage de noces, de Nadine Trintignant : Solange
- 1978 : Gaston Phébus, mini-série télévisée de Bernard Borderie : Myriam
- 1981 : L'Amant de lady Chatterley, (Lady Chatterley's Lover) de Just Jaeckin : Hilda
- 1984 : Charlots Connection, de Jean Couturier : Marie

## Discographie
- 1975 : Mayflower (Chant du départ)/Tout va commencer (Guy Bontempelli - Éric Charden), 45 tours, extrait de l'album Mayflower, Charles Talar records CT94.007[2]
- 1975 : Tout va commencer/Coton (Guy Bontempelli - Éric Charden), 45 tours, extrait de l'album Mayflower, Charles Talar records CT46.212
- 1976 : Mayflower, 33 Tours de la comédie musicale de Guy Bontempelli et Éric Charden, Charles Talar records 80-506/7
- 1978 : Made in U.S.A./Les Moments d’amour (Éric Charden - Didier Barbelivien), 45 tours, Pathé-Marconi 2C008-14608
- 1978 : Opéra vert, 33 Tours de la comédie musicale d'Éric Charden et Didier Barbelivien, Philips / Phonogram 9101214
- 1979 : Sauvez la terre/Terriens (Éric Charden - Didier Barbelivien) 45 tours, extrait de l'album Opéra vert, Philips / Phonogram 6837-543